# Gavvy Cravath
Clifford Carlton "Gavvy" Cravath (23 de março de 1881 – 23 de maio de 1963), também apelidado de "Cactus" ou "Gavvy", foi um jogador de beisebol que atuou como campista direito na Major League Baseball jogando principalmente pelo Philadelphia Phillies. Um dos mais prolíficos jogadores do esporte da era da bola morta, em sete anos, de 1913 até 1920 ele liderou a National League em home runs seis vezes, em RBIs, bases totais e slugging percentage duas vezes cada, e em rebatidas, corridas e walks uma vez cada. Liderou a NL em diversas outras categorias ofensibas em 1915 ajudando o Phillies a conquistar sua primeira flâmula em 33 anos anos de história da equipe, e deteve o recorde da franquia em home runs de 1917 até 1924. Entretanto, Cravath jogava suas partidas em casa no Baker Bowl, um estádio notório por favorecer as estatísticas de rebatidas. Cravath rebateu 92 home runs no Baker Bowl e 25 em jogos fora de casa.